# Allen Johnson
Allen Kenneth Johnson (Washington D.C., 1 maart 1971) is een voormalige Amerikaanse hordeloper. Hij werd in deze discipline olympisch kampioen, zevenmaal wereldkampioen (viermaal outdoor en driemaal indoor) en meervoudig Amerikaans kampioen. Tijdens zijn sportcarrière liep hij de 110 m horden dertienmaal onder de dertien seconden. In 2006, het laatste jaar waarin hem dit lukte, was dat het hoogste aantal van alle hordelopers ter wereld. Hij nam driemaal deel aan de Olympische Spelen. Met zijn persoonlijk record van 12,92 s benaderde hij in 1996 het toenmalige wereldrecord tot op één honderdste van een seconde. Hij stond in 2023 (peildatum juli 2023) op een gedeelde tiende plaats op de wereldranglijst aller tijden.

## Biografie

### Van NCAA- tot olympisch kampioen
Allen Johnson beoefende tijdens zijn studie aan de Universiteit van North Carolina te Chapel Hill de tienkamp, waarbij hij uitblonk in het hoogspringen, verspringen en hordelopen. Door de vele blessures die hij hierbij opliep, specialiseerde hij zich later in het hordelopen. In 1992 won hij op de universiteitskampioenschappen de 60 m horden (indoor).
Het grootste succes van zijn atletiekcarrière behaalde Johnson in het olympische jaar 1996. Hij maakte dat jaar zijn olympische debuut op de Spelen van Atlanta en won hierbij gelijk een gouden medaille op de 110 m horden. In de olympische recordtijd van 12,95 versloeg hij zijn landgenoot Mark Crear (zilver; 13,09) en de Duitser Florian Schwarthoff (brons; 13,17). Deze olympische overwinning voorspelde hij reeds in 1992, toen hij met zijn familie naar de Spelen op de televisie keek.

### Drie wereldtitels
In 1995 begon Johnson voortvarend door tijdens de wereldindoorkampioenschappen, die in Barcelona werden gehouden, de titel te veroveren op de 60 m horden. Later dat jaar veroverde hij in Göteborg op de 110 m horden ook zijn eerste outdoor wereldtitel. Met een tijd van 13,00 versloeg hij de Brit Tony Jarrett (zilver; 13,04) en de Amerikaan Jack Pierce (brons; 13,06). Twee jaar later prolongeerde hij zijn outdoor-wereldtitel op de WK in Athene. Ditmaal was hij wereldrecordhouder Colin Jackson de baas met 12,93 om 13,05. Dat jaar werd hij onderscheiden met de Jesse Owens-award.

### Wisselende successen
In 2000 had Allan Johnson te kampen met blessures, maar desondanks werd hij op de Olympische Spelen van Atlanta met 13,23 knap vierde in de finale. In het jaar erop revancheerde hij zich door op de WK in Edmonton de Cubaanse olympische kampioen Anier Garcia te verslaan en zette hij met 13,04 de beste jaarprestatie neer. Op de Olympische Spelen van 2004 in Athene tuimelde hij in de voorrondes over een horde en werd met een finishtijd van 13,45 uitgeschakeld. Dat seizoen liep hij met 13,05 de op-een-na beste jaarprestatie ter wereld.
Op 8 maart 2008 behaalde Johnson op 37-jarige leeftijd in het Spaanse Valencia een zilveren medaille op de WK indoor. Favoriet en olympisch kampioen van Athene Liu Xiang won in 7,46 z'n eerste indoorrace van het seizoen. Allen Johnson finishte vlak hierachter in een tijd van 7,55.

### Einde atletiekloopbaan
Johnson, die tijdens zijn actieve atletiekloopbaan samen met de olympische medaillewinnaars Melissa Morrison en Terrence Trammell onder leiding van Curtis Frye aan de Universiteit van South Carolina trainde, waar hij tevens assistent coach was, zette in juli 2010, op 39-jarige leeftijd, een punt achter zijn atletiekloopbaan.
Tegenwoordig is hij sprint- en hordentrainer aan de United States Air Force Academy in Colorado Springs. Hij is vrijgezel en heeft een dochter.

## Titels
- Olympisch kampioen 110 m horden - 1996
- Wereldkampioen 110 m horden - 1995, 1997, 2001, 2003
- Wereldindoorkampioen 60 m horden - 1995, 2003, 2004
- Amerikaans kampioen 110 m horden - 1996, 1997, 2000, 2001, 2002, 2003, 2005
- Amerikaans indoorkampioen 60 m horden - 1995, 2002, 2003, 2004
- NCAA-indoorkampioen 60 m horden - 1992

## Persoonlijke records
Outdoor
| Onderdeel          | Prestatie       | Datum        | Plaats    |
| ------------------ | --------------- | ------------ | --------- |
| 100 m              | 10,41 s         | 1999         |           |
| 200 m              | 20,26 s         | 7 juli 1997  | Stockholm |
| 400 m              | 48,27 s         | 1996         |           |
| 110 m horden       | 12,92 s (ex-NR) | 23 juni 1996 | Atlanta   |
| 400 m horden       | 52,00 s         | 1991         |           |
| hoogspringen       | 2,11 m          | 1989         |           |
| verspringen        | 7,85 m          | 23 mei 1991  |           |
| hink-stap-springen | 14,83 m         | 1989         |           |

Indoor
| Onderdeel    | Prestatie      | Datum            | Plaats       |
| ------------ | -------------- | ---------------- | ------------ |
| 60 m         | 6,62 s         | 3 februari 1998  | Madrid       |
| 200 m        | 21,53 s        | 18 januari 2003  | Blacksburg   |
| 50 m horden  | 6,40 s         | 26 februari 2005 | Liévin       |
| 55 m horden  | 7,14 s         | 21 januari 2008  | Fresno       |
| 60 m horden  | 7,36 s (ex-NR) | 6 maart 2004     | Boedapest    |
| 110 m horden | 13,34 s        | 14 februari 1995 | Moskou       |
| verspringen  | 8,14 m         | 19 februari 1993 | Johnson City |

## Finishes onder 13 seconden
| Tijd  | Wind | Datum      | Plaats      |
| 12,92 | 0,9  | 23-06-1996 | Atlanta     |
| 12,92 | 0,2  | 23-08-1996 | Brussel     |
| 12,93 | 0,0  | 07-08-1997 | Athene      |
| 12,95 | 0,6  | 29-07-1996 | Atlanta     |
| 12,96 | 0,4  | 17-09-2006 | Athene      |
| 12,97 | -0,5 | 13-07-1997 | Stuttgart   |
| 12,97 | 1,5  | 23-07-2000 | Sacramento  |
| 12,97 | 0,0  | 04-07-2003 | Saint-Denis |
| 12,98 | 0,2  | 18-08-1995 | Keulen      |
| 12,98 | -0,3 | 12-08-1998 | Zürich      |
| 12,99 | 0,2  | 24-06-2005 | Carson      |
| 12,96 |      | 17-09-2006 | Athene      |

## Palmares

### 60 m horden
- 1995:  Amerikaanse indoorkamp. - 7,42 s
- 1995:  WK indoor - 7,39 s
- 2002:  Amerikaanse indoorkamp. - 7,45 s
- 2003:  Amerikaanse indoorkamp. - 7,39 s
- 2003:  WK indoor - 7,47 s
- 2004:  Amerikaanse indoorkamp. - 7,44 s
- 2004:  WK indoor - 7,36 s
- 2008:  WK indoor - 7,55 s

### 110 m horden
Kampioenschappen
- 1994:  Wereldbeker - 13,29 s
- 1995:  WK - 13,00 s
- 1995:  Grand Prix Finale - 13,09 s
- 1996:  Amerikaanse kamp. - 12,92 s
- 1996:  OS - 12,95 s
- 1997:  Amerikaanse kamp. - 13,25 s
- 1997:  WK - 12,93 s
- 1998:  Goodwill Games - 13,10 s
- 2000:  Amerikaanse kamp. - 12,97 s
- 2000: 4e OS - 13,23 s
- 2001:  Goodwill Games - 13,16 s
- 2001:  Amerikaanse kamp. - 13,22 s
- 2001:  WK - 13,04 s
- 2001:  Grand Prix Finale - 13,28 s
- 2002:  Amerikaanse kamp. - 13,08 s
- 2002:  Wereldbeker - 13,45 s
- 2003:  Amerikaanse kamp. - 13,37 s
- 2003:  WK - 13,12 s
- 2003:  Wereldatletiekfinale - 13,11 s
- 2004:  Wereldatletiekfinale - 13,16 s
- 2004: DNF in ¼ fin. OS (in serie 13,45 s)
- 2005:  Amerikaanse kamp. - 12,99 s
- 2005:  WK - 13,10 s
- 2005:  Wereldatletiekfinale - 13,09 s
- 2006:  Wereldatletiekfinale - 13,01 s
- 2006:  Wereldbeker - 12,96 s
- 2007: 6e Wereldatletiekfinale - 13,36 s

Golden League-podiumplekken
- 1998:  Herculis – 13,07 s
- 1998:  Weltklasse Zürich – 12,98 s
- 1998:  Memorial Van Damme – 13,06 s
- 1998:  ISTAF – 13,12 s
- 1999:  Bislett Games – 13,14 s
- 1999:  Golden Gala – 13,01 s
- 1999:  Golden Gala – 13,19 s
- 2000:  Weltklasse Zürich – 13,17 s
- 2001:  Meeting Gaz de France – 13,15 s
- 2001:  Bislett Games – 13,21 s
- 2001:  Herculis – 13,18 s
- 2001:  Weltklasse Zürich – 13,18 s
- 2001:  Memorial Van Damme – 13,24 s
- 2001:  ISTAF – 13,04 s
- 2003:  Meeting Gaz de France – 12,97 s
- 2003:  Golden Gala – 13,08 s
- 2003:  ISTAF – 13,21 s
- 2003:  Memorial Van Damme – 13,16 s
- 2004:  Golden Gala – 13,11 s
- 2004:  Meeting Gaz de France – 13,07 s
- 2004:  Weltklasse Zürich – 13,13 s
- 2004:  ISTAF – 13,16 s
- 2005:  Meeting Gaz de France – 13,04 s
- 2005:  Memorial Van Damme – 13,16 s
- 2006:  Weltklasse Zürich – 13,14 s
- 2006:  ISTAF – 13,29 s
- 2007:  Weltklasse Zürich – 13,23 s
- 2007:  Memorial Van Damme – 13,27 s
- 2007:  ISTAF – 13,33 s

## Onderscheidingen
- 1997: Jesse Owens-award

1896: Tom Curtis ·
1900: Alvin Kraenzlein ·
1904: Frederick Schule ·
1908: Forrest Smithson ·
1912: Fred Kelly ·
1920: Earl Thomson ·
1924: Daniel Kinsey ·
1928: Sydney Atkinson ·
1932: George Saling ·
1936: Forrest Towns ·
1948: William Porter ·
1952: Harrison Dillard ·
1956: Lee Calhoun ·
1960: Lee Calhoun ·
1964: Hayes Jones ·
1968: Willie Davenport ·
1972: Rod Milburn ·
1976: Guy Drut ·
1980: Thomas Munkelt ·
1984: Roger Kingdom ·
1988: Roger Kingdom ·
1992: Mark McKoy ·
1996: Allen Johnson ·
2000: Anier García ·
2004: Liu Xiang ·
2008: Dayron Robles ·
2012: Aries Merritt ·
2016: Omar McLeod ·
2020: Hansle Parchment ·
2024: Grant Holloway
1983 Greg Foster ·
1987 Greg Foster ·
1991 Greg Foster ·
1993 Colin Jackson ·
1995 Allen Johnson ·
1997 Allen Johnson ·
1999 Colin Jackson ·
2001 Allen Johnson ·
2003 Allen Johnson ·
2005 Ladji Doucouré ·
2007 Liu Xiang ·
2009 Ryan Brathwaite ·
2011 Jason Richardson ·
2013 David Oliver ·
2015 Sergej Sjoebenkov ·
2017 Omar McLeod ·
2019 Grant Holloway ·
2022 Grant Holloway ·
2023 Grant Holloway